# 4952 Kibeshigemaro
4952 Kibeshigemaro è un asteroide della fascia principale. Scoperto nel 1990, presenta un'orbita caratterizzata da un semiasse maggiore pari a 3,1600640 UA e da un'eccentricità di 0,1071350, inclinata di 16,96618° rispetto all'eclittica.